# Flamanska zajednica
Flamanska zajednica (Vlaamse Gemeenschap) je savezni entitet u Belgiji, koji je jedan od tri zajednice ove zemlje.

## Opis
Flamanska zajednica se ne može definirati kao točno određeno područje koje okuplja određenu skupinu ljudi, nego više kao institucija koja brine za interese Flamanaca u Belgiji.
Kad bi se općenito definiralo stanovništvo ove zajednice, ono bi obuhvaćalo sve stanovnike Flandrije i stanovnike Briselske regije koji govore nizozemski. Prema nekim procjenama to je oko 10 do 15% stanovnika Briselske regije, tj. oko 150.000 stanovnika. Prema tome, oko 2,5% stanovništva ove zajednice čine stanovnici Briselske regije, dok ostatak čine građani Flandrije.

## Politika
Za razliku od Francuske zajednice, Flamanska zajednica ima spojene mnoge institucije s Flamanskom regijom (Flandrijom). Flamanski parlament nalazi se u Bruxellesu.
Članovi flamanskog parlamenta koji su izabrani iz Briselske regije, nemaju pravo glasa što se tiče regionalnih pitanja Flandrije. Oni imaju pravo glasovati samo o pitanjima zajednice, jer o pitanjima koja se tiču njihove regije odlučuje Briselski parlament.
Prema belgijskom ustavu, Flamanska zajednica je odgovorna za :
- obrazovanje
- kulturu i jezična pitanja
- zdravstvenu zaštitu (djelomično)
- međunarodnu suradnju zajednice

## Jezik
Službeni jezik Flamanske zajednice je nizozemski. Često se za jezik Flamanaca koristi naziv „flamanski“. Flamanski jezik, tj. idiom koji se govori u Flandriji ima ista gramatička pravila kao i onaj u Nizozemskoj, te koristi skoro isti vokabular.
S lingvističkog pogleda, flamanski je skup dijalekata nizozemskog koji se govore u Flandriji. Nizozemski je službeni i akademski jezik i u Flandriji i u Nizozemskoj. Četiri glavna dijalekta flamanskog su: brabantski, limburški, istočnoflamanski i zapadnoflamanski.
Glavni jezici manjina koje žive u Flamanskoj zajednici su: francuski, jidiš, turski, arapski, berberski, talijanski, španjolski, engleski i njemački.

## Vanjske poveznice
- (nizoz.)(fr.)(njem.)(engl.)Službena stranica Flamanske zajednice
- (nizoz.)Flamanski parlament